# Lorenzo Ferrer Maldonado
Pour les articles homonymes, voir Ferrer et Maldonado.
Lorenzo Ferrer Maldonado est un aventurier et géographe espagnol mort en 1625. 
Il avait de l’instruction, était peintre et calligraphe habile. Son nom sortit pour la première fois de l’obscurité en 1600, au sujet d’un procès dans lequel il fut gravement compromis pour avoir proposé de fabriquer des pièces fausses. En 1609, il se rendit à Madrid, où il se fit passer pour un officier de marine et annonça qu’il avait découvert, en 1588, un détroit, au moyen duquel on pouvait en trois mois gagner les Philippines et les Moluques. En même temps, il se donna comme ayant trouvé la fixation de l’aiguille aimantée et une méthode pour déterminer la longitude en mer. 

## Œuvres
Outre un ouvrage sans valeur scientifique, intitulé Imagen del mondo sobre la esfera, cosmografia, geografia y arte de navegar (Alcala, 1626, in-4°), il a laissé la relation d’un voyage qu’il prétendait avoir fait, en 1588, de l’océan Atlantique à l’océan Pacifique, par le N.-O. Cette relation, dont on connaissait l’existence, a été retrouvée, par M. Amoretti, dans la bibliothèque Ambrosienne, à Milan, et traduite en italien (1811), puis en français (1812), sous le titre de Voyage de la mer Atlantique à l’océan Pacifique. On a contesté la réalité de ce voyage.

## Source
« Lorenzo Ferrer Maldonado », dans Pierre Larousse, Grand dictionnaire universel du XIXe siècle, Paris, Administration du grand dictionnaire universel, 15 vol., 1863-1890 [détail des éditions].